# Tasker Howard Bliss
Tasker Howard Bliss, född 31 december 1853 i Lewisburg i Pennsylvania, död 9 november 1930, var en amerikansk militär och miljonär.
Bliss blev officer vid artilleriet 1875, major 1898, brigadgeneral 1902 och generalmajor 1917. Han deltog som överstelöjtnant i spansk-amerikanska kriget 1898 och tjänstgjorde 1905-09 på Filippinerna. 
1909 blev Bliss ställföreträdande chef och 1915 chef för generalstaben. Sedan USA inträtt i första världskriget blev Bliss ledamot av högsta krigsrådet och sedermera en av USA:s representanter vid fredskonferensen i Versailles 1918-19.